# پری جونز
پری جونز (انگلیسی: Perry Jones؛ زادهٔ ۲۴ سپتامبر ۱۹۹۱) بازیکن بسکتبال اهل ایالات متحده آمریکا است.
از باشگاه‌هایی که در آن بازی کرده‌است می‌توان به اکلاهما سیتی تاندر اشاره کرد.